# Čon Či-hjon
Čon Či-hjon (korejsky: 전지현, anglický přepis: Jun Ji-hyun nebo Gianna Jun; * 30. října 1981 Soul) je jihokorejská herečka a modelka. Získala slávu za roli The Girl v romantické komedii My Sassy Girl (2001), jedné z nejvýraznějších korejských komedií všech dob. Mezi další významné filmy patří Il Mare (2000), Windstruck (2004), The Thieves (2012), The Berlin File (2013) a Assassination (2015).

## Filmografie

### Filmy
- White Valentine (1999)
- Il Mare (2000)
- My Sassy Girl (2001)
- The Uninvited (2003)
- Windstruck (2004)
- Daisy (2006)
- A Man Who Was Superman (2008)
- Blood: The Last Vampire (2009)
- Snow Flower and the Secret Fan (2011)
- The Thieves (2012)
- The Berlin File (2013)
- Assassination (2015)

### Televizní seriály
- Fascinate My Heart (1998)
- Happy Together (1999)
- My Love from the Star (2013-2014)
- Legend of the Blue Sea (2016-2017)
- Kingdom (2020)